# Hôtel Continental-Savoy
Pour les articles homonymes, voir Savoy.
L’hôtel Continental-Savoy (dénommé Grand Continental jusqu'en 1924) est un ancien hôtel situé dans le Centre-ville du Caire, en Égypte, en activité de 1890 jusqu'aux années 1980. Considéré comme le rival du Shepheard, il est tombé progressivement en ruine jusqu'à sa démolition en 2018.

## Histoire
Dès 1865, un hôtel (le New Hotel) était présent en bordure de la place de l'Opéra et du jardin botanique d'Azbakeya (en). En 1890, le Chypriote grec George Nungovich fait construire à la place le Grand Continental, qui devient le deuxième plus grand palace après le Shepheard.
De nombreuses personnalités y séjournent durant la première moitié du XXe siècle, notamment Thomas Edward Lawrence en 1914. Lord Carnarvon décède à la maladie dans l'une des suites du Continental en 1923, tandis qu'en 1941, le major Orde Wingate a tenté de se suicider dans sa chambre.

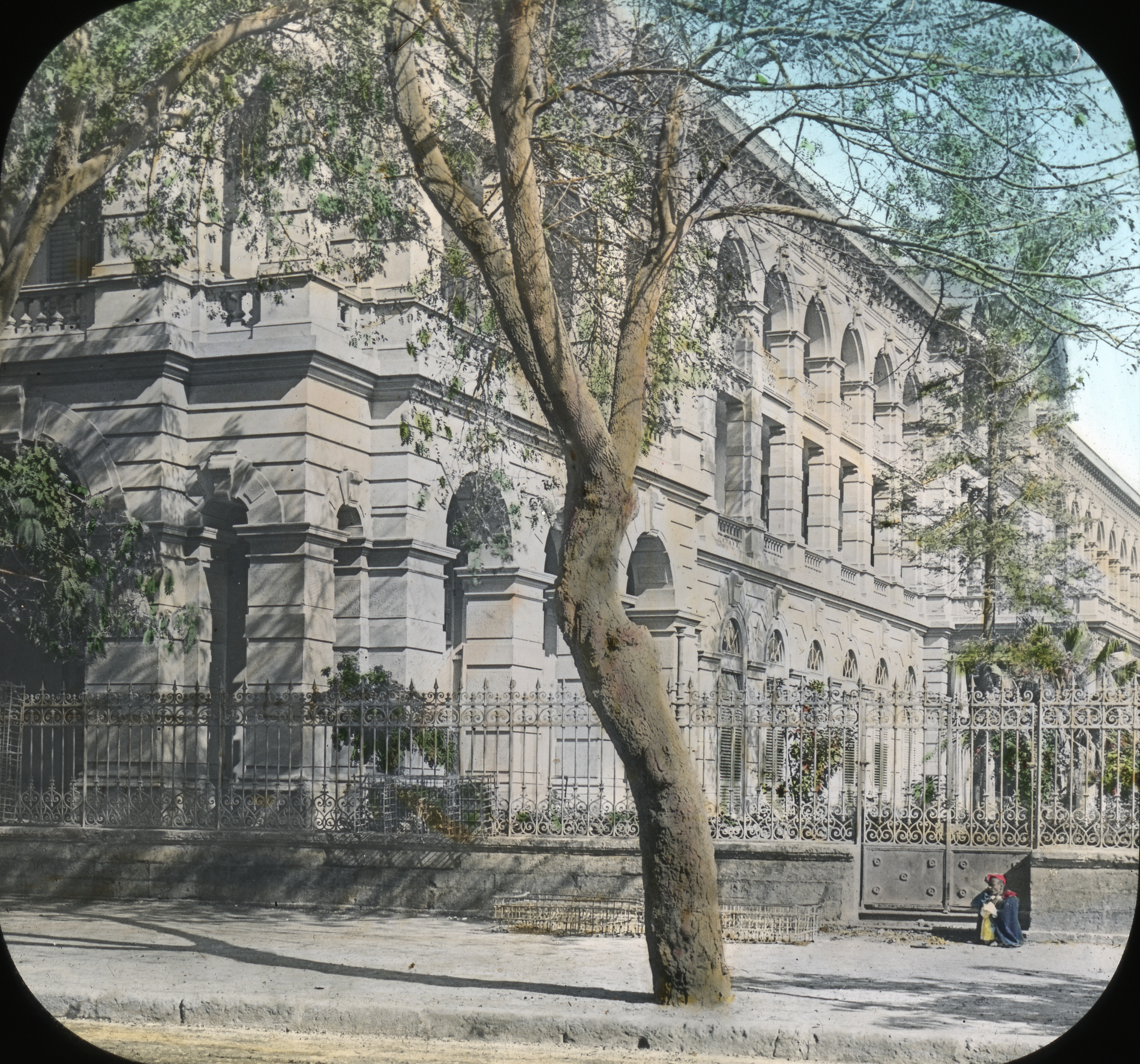
Le New Hotel, à la place du Continental
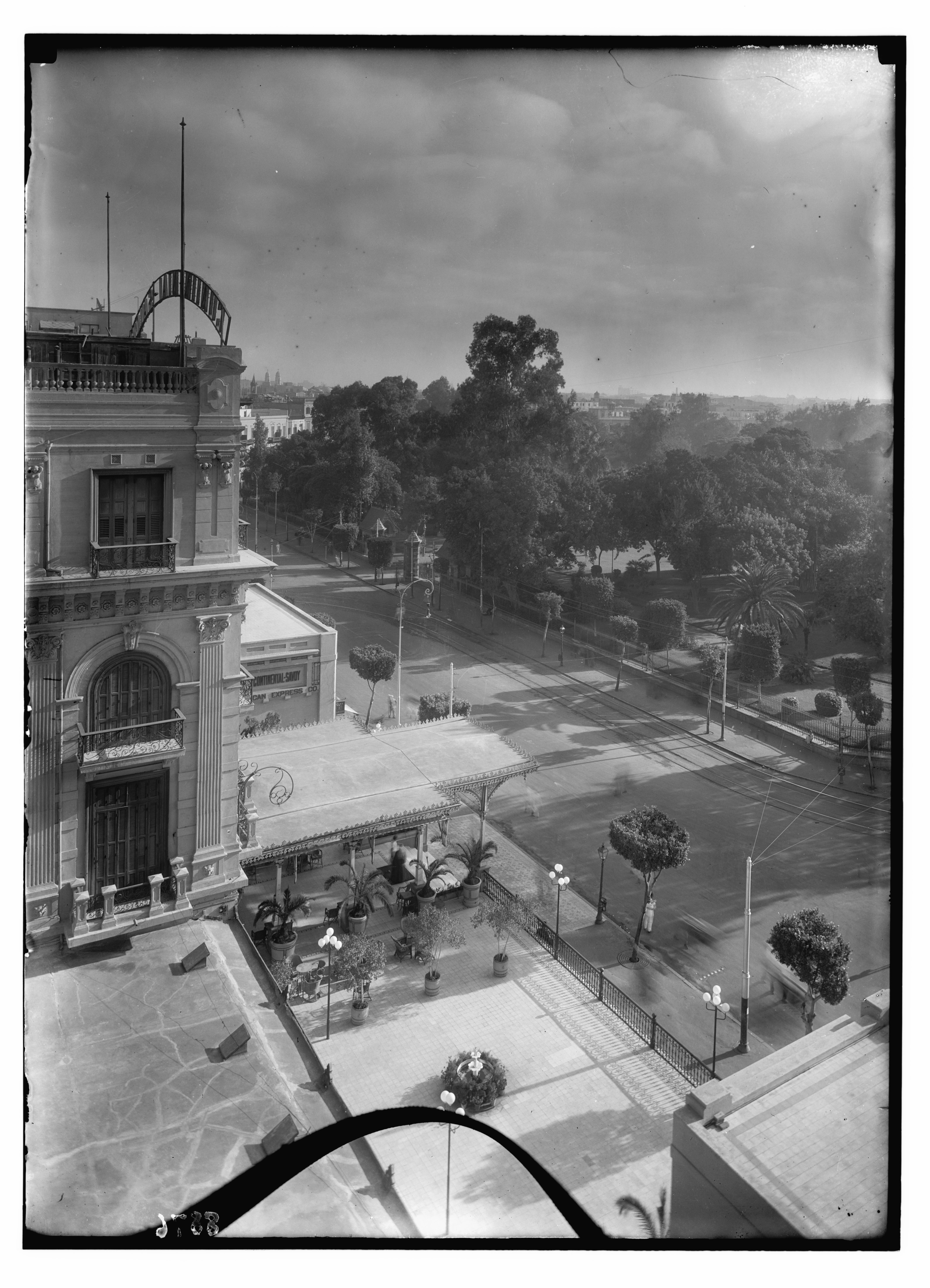
Vue sur le jardin d'Azbakeya
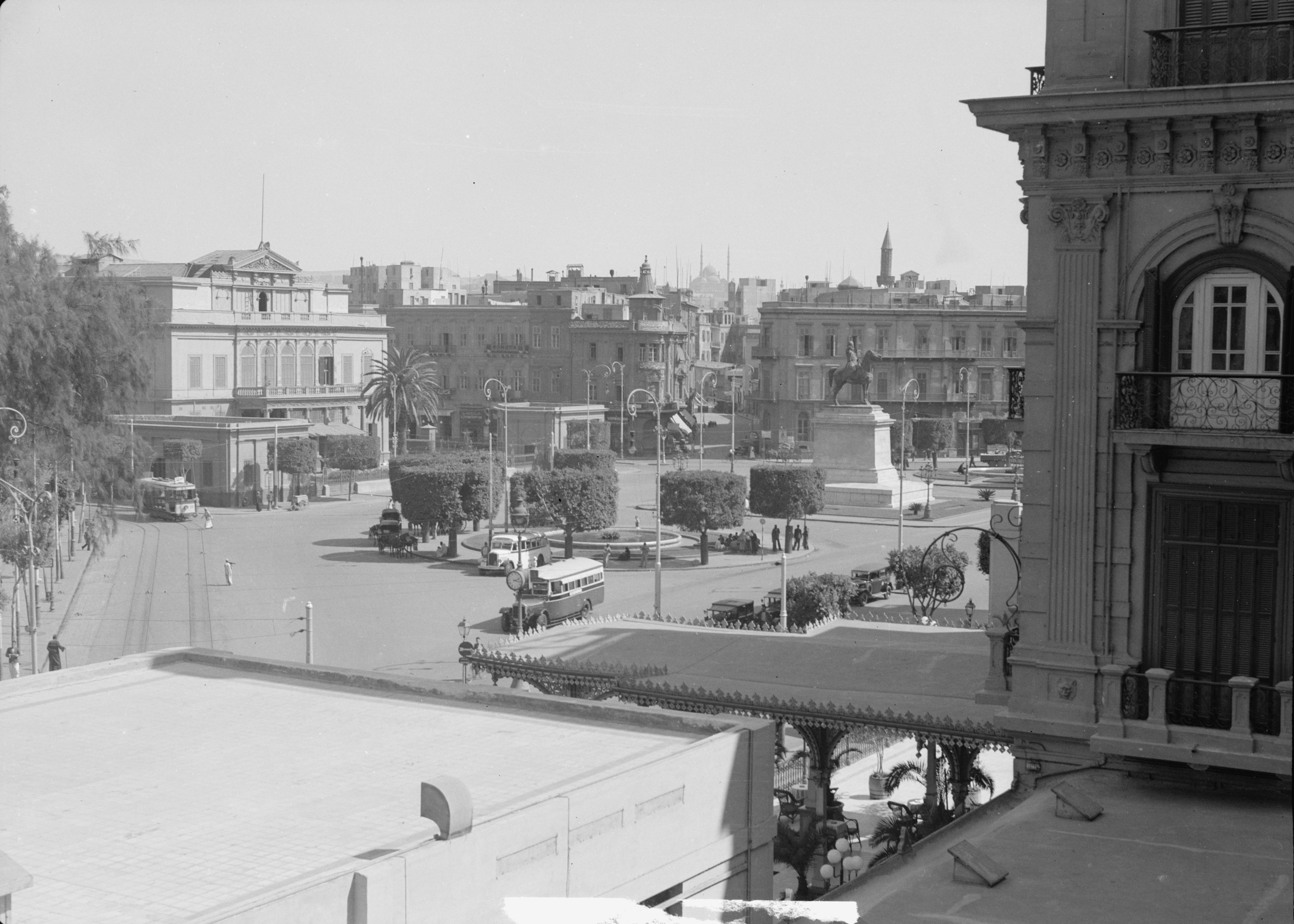
Vue sur la place de l'Opéra
Le salon
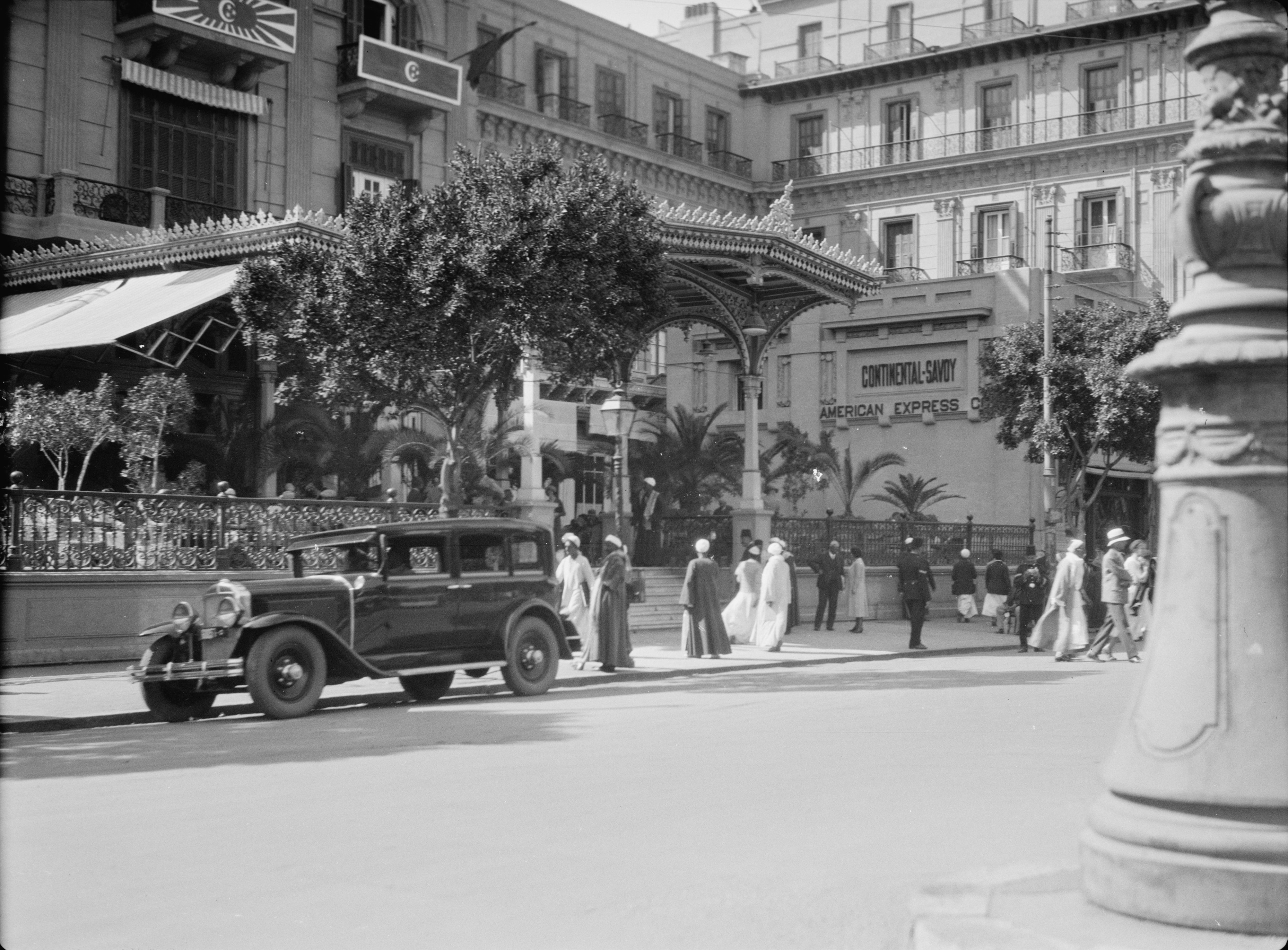
L'entrée principale place de l'Opéra

À partir des années 1950, l'hôtel subit un lent déclin douloureux dans la décrépitude. Malgré plusieurs projets de réhabilitation il est détruit en 2018.

## Dans les arts
Dans la bande dessinée Le Mystère de la Grande Pyramide, Philip Mortimer réside au Continental-Savoy.